# 乌克兰行政区划

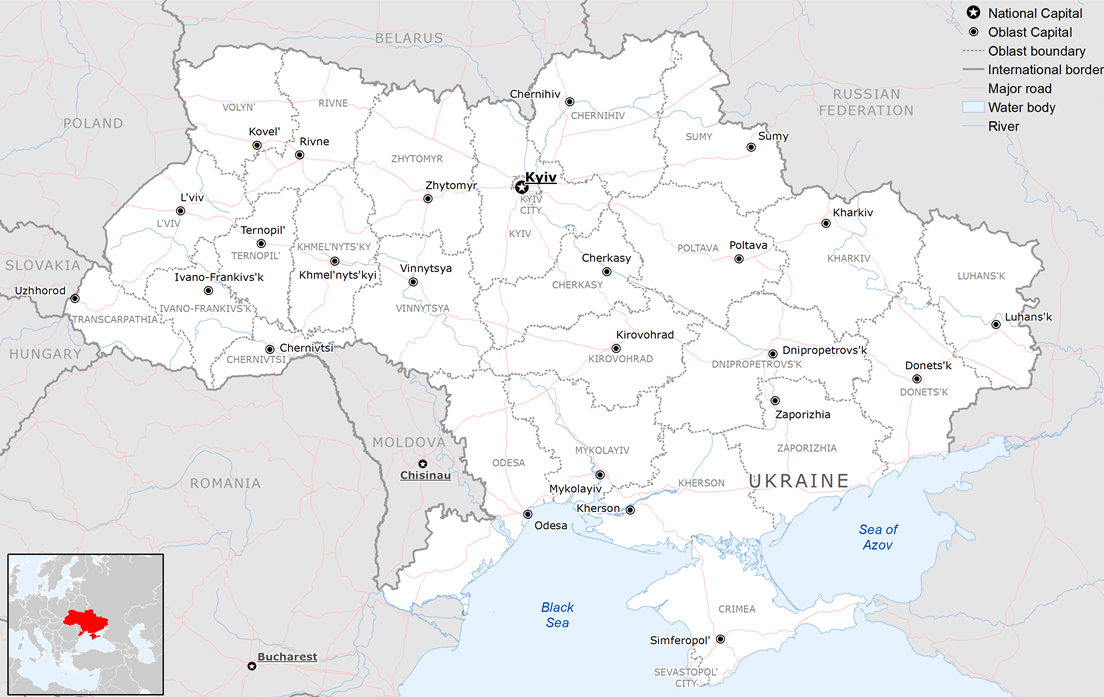
乌克兰一級行政区划圖，本圖包含主權領土但未實質控制的克里米亞和頓巴斯部分地區

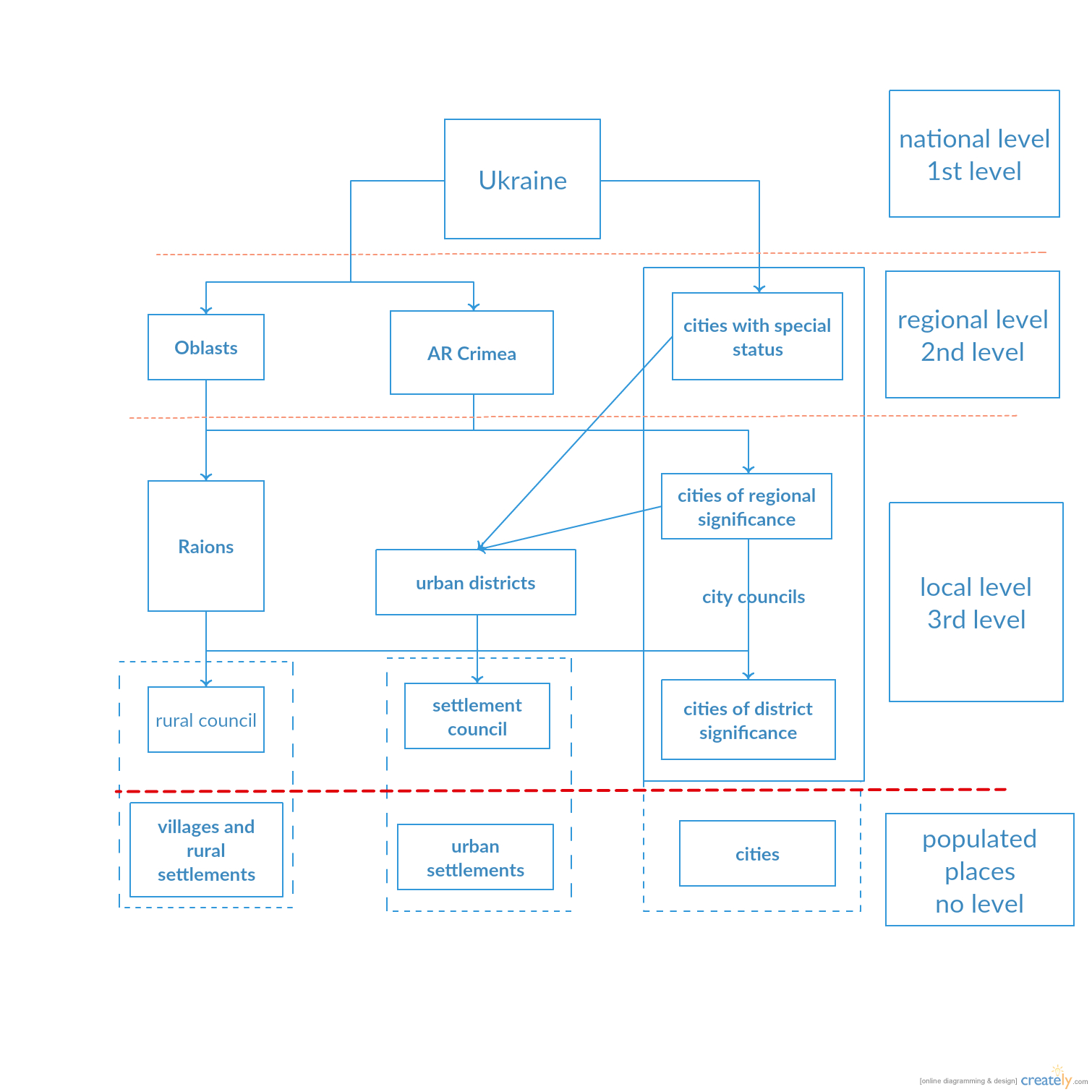
乌克兰行政区划架構圖（2020年前）

乌克兰是单一制国家，辖24个州，1个自治共和国与2个特殊地位城市（直辖市）。依据乌克兰宪法第二条，乌克兰的国家主权延伸至其全部领土。
自2020年行政區改革，取消原屬二級行政區的州辖市後，乌克兰的行政区划共分為三級：
| 級別       | 名稱         | 數量  |
| ---------- | ------------ | ----- |
| 一級行政區 | 自治共和國   | 1     |
| 一級行政區 | 特殊地位城市 | 2     |
| 一級行政區 | 州           | 24    |
| 二級行政區 | 區           | 136   |
| 三級行政區 | 市鎮         | 1,469 |

2020年改革前，烏克蘭有490個區，118個州辖市。

## 一级行政区
乌克兰的一级行政区划包括1个自治共和國、2个特殊地位城市和24个州。
  - 完全被俄羅斯占领
  - 部分被俄羅斯占领

### 自治共和国
| 名稱               | 面積 (km2) | 人口 (2010) | 人口密度 | 首府       | 區數量 |
| ------------------ | ---------- | ----------- | -------- | ---------- | ------ |
| 克里米亞自治共和國 | 26,100     | 1,966,801   | 75       | 辛菲羅波爾 | 10/14  |

### 特殊地位城市
| 名稱         | 面積 (km2) | 人口 (2010) |
| ------------ | ---------- | ----------- |
| 基輔         | 323.9      | 2,782,016   |
| 塞瓦斯托波爾 | 864        | 529,900     |

### 州
| 名稱                                           | 面積 (km2) | 人口 (2010) | 人口密度 | 州府                                        | 區數量 |
| ---------------------------------------------- | ---------- | ----------- | -------- | ------------------------------------------- | ------ |
| 切爾卡瑟州                                     | 20,891     | 1,291,135   | 61.80    | 切爾卡瑟                                    | 4      |
| 切爾尼戈夫州（切尔尼希夫州）                   | 31,851.3   | 1,104,241   | 34.67    | 切尔尼戈夫（切尔尼希夫）                    | 5      |
| 切爾諾夫策州（）                               | 8,093.6    | 903,782     | 111.67   | 切尔诺夫策（）                              | 3      |
| 第聂伯罗彼得罗夫斯克州                         | 31,900.5   | 3,344,073   | 104.83   | 聶伯城                                      | 7      |
| 顿涅茨克州                                     | 26,506     | 4,448,031   | 167.81   | 顿涅茨克（名义上） 克拉马托尔斯克（实际上） | 8      |
| 伊万诺-弗兰科夫斯克州（伊万诺-弗兰基夫斯克州） | 13,894.0   | 1,380,770   | 99.38    | 伊万诺-弗兰科夫斯克（伊万诺-弗兰基夫斯克）  | 6      |
| 哈尔科夫州（哈尔基夫州）                       | 31,401.6   | 2,755,177   | 87.74    | 哈尔科夫（哈尔基夫）                        | 7      |
| 赫梅利尼茨基州                                 | 20,636.2   | 1,331,534   | 64.52    | 赫梅利尼茨基                                | 3      |
| 赫尔松州                                       | 28,449     | 1,091,151   | 38.35    | 赫尔松                                      | 5      |
| 基輔州                                         | 28,118.9   | 1,719,602   | 61.15    | 基辅                                        | 7      |
| 基洛沃格勒州（基洛沃赫拉德州）                 | 24,577.5   | 1,014,809   | 41.29    | 克羅皮夫尼茨基                              | 4      |
| 利沃夫州（）                                   | 21,823.7   | 2,545,634   | 116.65   | 利沃夫（）                                  | 7      |
| 卢甘斯克州（卢汉斯克州）                       | 26,673     | 2,300,412   | 86.25    | 卢甘斯克（卢汉斯克）（名义上）              | 8      |
| 尼古拉耶夫州（米科拉伊夫州）                   | 24,587.4   | 1,186,452   | 48.25    | 尼古拉耶夫（米科拉伊夫）                    | 4      |
| 敖德薩州                                       | 33,295.9   | 2,387,636   | 71.71    | 敖德萨                                      | 7      |
| 波爾塔瓦州                                     | 28,735.8   | 1,493,668   | 51.98    | 波尔塔瓦                                    | 4      |
| 罗夫诺州（里夫内州）                           | 20,038.5   | 1,152,576   | 57.52    | 罗夫诺（里夫内）                            | 4      |
| 蘇梅州                                         | 23,823.9   | 1,166,765   | 48.97    | 苏梅                                        | 5      |
| 捷尔诺波尔州（）                               | 13,817.1   | 1,086,694   | 78.65    | 捷尔诺波尔（）                              | 3      |
| 文尼察州                                       | 26,501.6   | 1,646,250   | 62.12    | 文尼察                                      | 6      |
| 沃倫州                                         | 20,135.3   | 1,038,223   | 51.56    | 卢茨克                                      | 4      |
| 外喀爾巴阡州                                   | 12,771.5   | 1,246,323   | 97.59    | 乌日霍罗德                                  | 6      |
| 扎波羅熱州                                     | 27,168.5   | 1,805,431   | 66.45    | 扎波罗热                                    | 5      |
| 日托米爾州                                     | 29,819.2   | 1,283,201   | 43.03    | 日托米尔                                    | 4      |

## 二級行政區
區，為乌克兰第二级行政区，位于州之下。2020年7月17日烏克蘭最高議會批准，將區的數目由490合併至136個 。

## 三級行政區

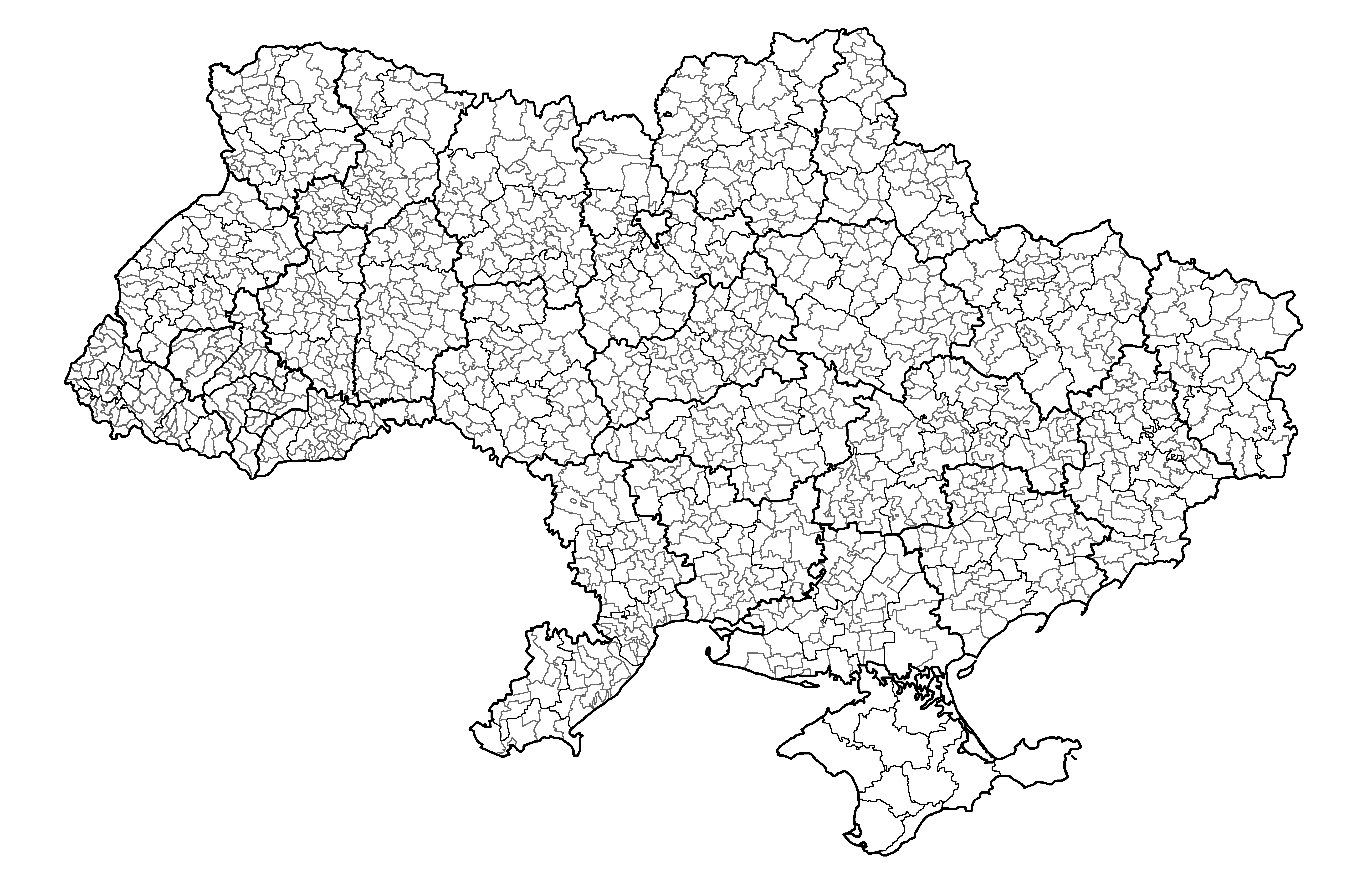
乌克兰三級行政区划（圖中克里米亚自治共和国部分顯示的為二級行政区）

區再划分为市鎮（烏克蘭語：територіальна громада，羅馬化：terytorialna hromada，字面意思為“领土社區”）。市镇为乌克兰的基层行政区划单位。截至2021年，烏克蘭共有1469個市鎮。
市镇可以由一个或多个聚居地组成。乌克兰的聚居地系统性划分为两种类型：城市型和乡村型。城市型居民点是城市（місто），乡村型的居民点可以是镇（селище）或村莊（село）。而市镇可以按照其行政中心居民点的类型分为三种。如果市镇的行政中心为城市，则该市镇为市级市镇。如果市镇的行政中心为镇，则该市镇为镇级市镇。如果市镇的行政中心为村庄，则该市镇为乡级市镇。根据2023年改革后的规定，城市人口应至少有一万人，镇的人口至少有五千人，村庄人口少于五千人。

## 未實現的計畫

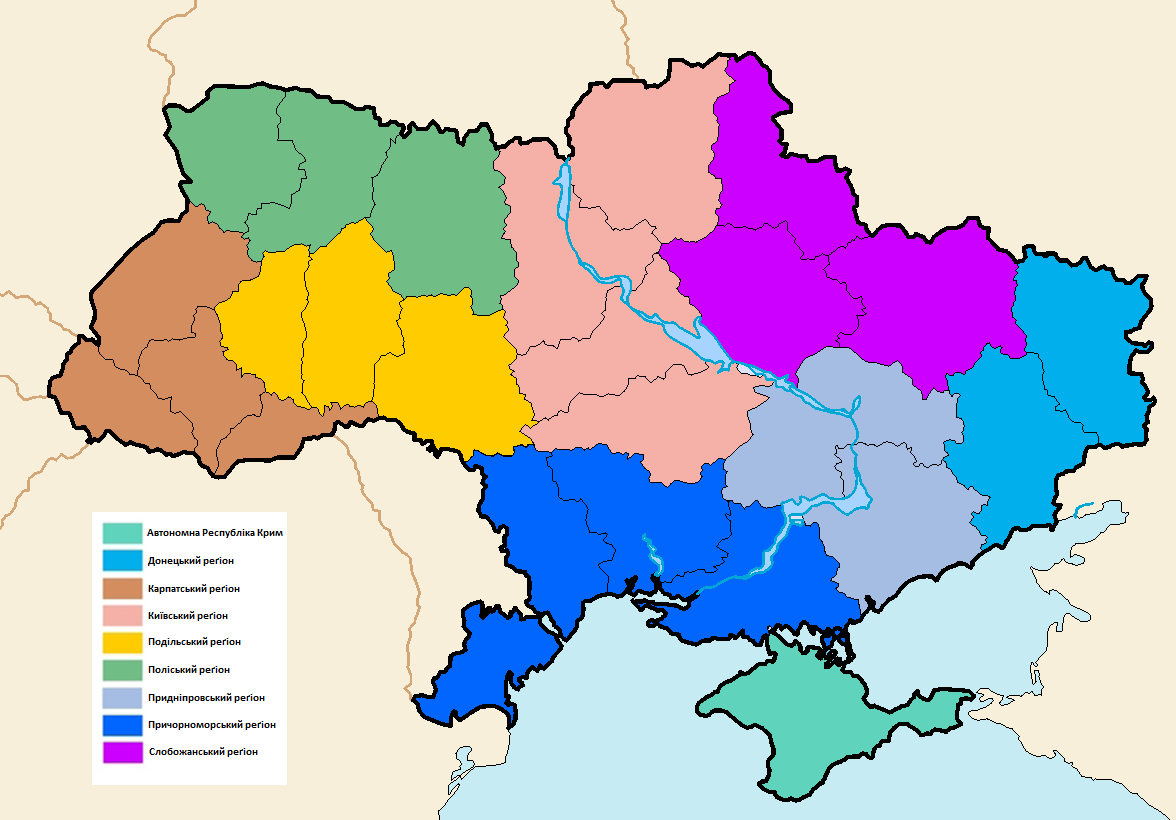
2013年，時任乌克兰最高拉达議員謝爾希·赫里涅維茨基提出的行政區重劃計劃，將全國劃分為9個地區

2013年，時任乌克兰最高拉达議員謝爾希·赫里涅維茨基提交了一份行政區重劃計劃，赫里涅維茨基引用一些不具名學者的立場，提出了激進的領土改革，將24個州劃分為9個地區，包括頓涅茨克地區（原頓涅茨克、盧甘斯克州）；喀爾巴阡地區（原利沃夫、伊万諾-弗蘭科夫斯克、切爾諾夫策、外喀爾巴阡州）；基輔地區（原基輔、基洛沃拉德、切爾卡瑟、切爾尼戈夫州）；波多利斯克地區（原文尼察、赫梅利尼茨基、捷爾諾波爾州）；波利西亞地區（原沃倫、羅夫諾、日托米爾州）；第聶伯羅地區（原第聶伯羅彼得羅夫斯克、扎波羅熱州）；黑海地區（原敖德薩、赫爾松、尼古拉耶夫州）；斯沃博達地區（原哈爾科夫、蘇梅、波爾塔瓦州）以及原有的克里米亞自治共和國。此計畫提出後得到了許多正反的意見，2013年5月30日，烏克蘭媒體援引了總統維克多·亞努科維奇的顧問瑪麗娜·斯塔夫尼丘克的評論，即將烏克蘭的領土改革項目評為“不科學的小說”。並表示烏克蘭確實正在準備改革，但並無重劃行政區的規劃。

## 註解
1. ↑  2020年行政區劃改革後，克里米亞自治共和國已被烏克蘭官方重新組織為10區（райони），唯其全境仍處於俄羅斯實際控制下，故此規劃尚未得以實行。其實際行政區劃狀態仍為改革前之14區。（詳見克里米亞行政區劃）

## 外部連結
- . Verkhovna Rada of Ukraine.   [2011-12-25]. （原始内容存档于2011-12-26） （乌克兰语）.
- . Statoids.   [2012-02-08]. （原始内容存档于2021-02-12）.
- . UkraineTrek.   [2012-02-10]. （原始内容存档于2020-11-18）.
- (PDF). Ministry of Regional Development, Construction, and Communal Living.   [2015-04-05]. （原始内容 (PDF)存档于2014-08-24）.